# Denticularia modesta
Denticularia modesta är en svampart som först beskrevs av Hans Sydow, och fick sitt nu gällande namn av Deighton 1972. Denticularia modesta ingår i släktet Denticularia, divisionen sporsäcksvampar och riket svampar.   Inga underarter finns listade i Catalogue of Life.